# Arnold Spina
Arnold Spina (křtěný Arnold Maria Victor Spina, 15. července 1850 Jevíčko – 27. srpna 1918 tamtéž) byl český lékař, patolog, odborný autor a vysokoškolský pedagog, profesor Karlo-Ferdinandovy univerzity a v letech 1894 až 1895 také rektor univerzity.

## Život

### Mládí
Narodil se 15. července 1850 v Jevíčku na Moravě do rodiny lékaře Ignaze Spiny a jeho manželky Františky, roz. Novotné. Po absolvování gymnázia v Brně pak nastoupil na lékařskou fakultu Vídeňské univerzity, kde byl mj. žákem zdejších českých profesorů Škody a Rokytanského. Odpromoval a vydal se na badatelskou dráhu, uveřejnil několik odborných prací týkajících se mj. výzkumu zánětů šlach.

### Kariéra
Roku 1883 přijal místo prvního profesora ústavu experimentální patologie na české lékařské fakultě Karlo-Ferdinandovy univerzity. V pozdějších letech se zabýval také bakteriologií, v rámci čehož se dostal též do polemiky se slavným německým biologem Robertem Kochem ohledně Kochových závěrů ohledně analýzy bakterie způsobující tuberkulózu. V letech 1887 až 1888 zastával funkci děkana české medicíny, v letech 1894 až 1895 pak pozici rektora univerzity.

### Úmrtí
Arnold Spina zemřel 27. srpna 1918 v rodném Jevíčku ve věku 68 let.
Byl ženatý s Ludmilou Antonií Spinovou, rozenou Ulmovou.